# Base aérienne 923 Meaux
La base aérienne 923 Meaux est une ancienne base aérienne utilisée par l'Armée de l'air près de Meaux et d'Esbly en Seine-et-Marne.
La BA 923 a été créée en 1945 à la Libération et fermée par le décret no 49610 du 2 avril 1949.
Maintenant, la base s'appelle l'Aérodrome de Meaux-Esbly et de nombreux amateurs du Cessna s'y exercent.
La BA 923 était une base de radars située à Chambry, actuellement remplacée par une station radio. Il y a eu une implantation administrative en ville, où se situait entre autres le centre mobilisateur air no 222, transféré par la suite à Chartres.
L'aérodrome d'Esbly a été créé à l'initiative de l'aéroclub de Meaux en 1936. La base aérienne de Meaux Esbly semble être restée à l'état de projet : les terrains prévus pour construire son casernement n'ont finalement pas été acquis. En revanche, un terrain d'opérations a été créé à Saint-Jean-les-Deux-Jumeaux. Ce dernier était en 1939-40 le siège du Quartier général de l'Armée de l'air.
L'aérodrome d'Esbly a été recréé dans les années 1950, pour l'aviation légère et sportive.